# 鮑勃·布佩雷斯
鮑勃·布佩雷斯（英語：Bob Beauprez；1948年9月22日—）是美國的一位政治人物。在2003年至2007年期間，布佩雷斯曾經擔任科羅拉多州第7選舉區的美國眾議院議員。他的黨籍是共和黨。他曾經參加2006年和2014年科羅拉多州州長選舉但未能當選。

## 外部連結
- C-SPAN內的頁面（英文）